# Joachim Röntgen
Joachim Röntgen (Amsterdam, 27 oktober 1906 - Laren NH, 6 december 1989) was een Nederlands violist. Hij was een zoon van de componist Julius Röntgen.
Joachim Röntgen was een leerling van Carl Flesch. Hij was aanvankelijk concertmeester van het symfonieorkest van het Stadttheater in Winterthur. In 1939 kwam hij terug naar Nederland om docent viool te worden aan het Koninklijk Conservatorium in Den Haag.
Röntgen was de eerste violist van het strijkkwartet met de naam Röntgen-kwartet, dat hij in 1940 oprichtte. De andere leden waren Piet Nijland (tweede viool), Wim de Zoete (altviool) en Cornelis Preuyt (cello). Met dit kwartet werden regelmatig tournees gemaakt, met als belangrijk doel het publiek deelgenoot te maken van strijkkwartetten van goed niveau. Het kwartet verzorgde tijdens de concerten dan ook toelichtingen over de stukken die werden gespeeld. Ook speelden ze op schoolconcerten.
Joachim Röntgen vormde na de oorlog met zijn broers Edvard Frants Röntgen (cello) en Johannes Röntgen (piano) een pianotrio met de toepasselijke naam Röntgen Trio.
In 1986 bracht Röntgen in eigen beheer een boek uit, getiteld Muziek is mijn leven. 
Van 1985 tot zijn dood in 1989 woonde Röntgen met zijn vrouw Annemarie Tütsch (1908-1996) in het Rosa Spier Huis te Laren. 
- Gemeinsame Normdatei: 1118883144
- International Standard Name Identifier: 0000 0000 4039 5116
- Library of Congress Control Number: nb2002030852
- Nederlandse Thesaurus van Auteursnamen: 119680343
- Virtual International Authority File: 21649514
- WorldCat: E39PBJfMhbF8VhpptmdkJWrjG3